# Костромска митрополија
Костромска митрополија (рус. Костромская митрополия) митрополија је Руске православне цркве.
Образована је одлуком Светог синода од 27. децембра 2016, а налази се у оквиру граница Костромске области. У њеном саставу се налазе двије епархије: Костромска и Галичка.